# ملكة جمال الأرض 2004
ملكة جمال الأرض 2004، هي مسابقة ملكة جمال الأرض الرابعة في تاريخ مسابقة ملكة جمال الأرض منذ انطلاقتها عام 2001، عقدت المسابقة في 24 أكتوبر 2004 في مسرح جامعة الفلبين في ديلمان، مدينة كويزون، الفلبين. في نهاية الحدث توجت بريسيلا ميريليس من البرازيل من قبل ملكة جمال الأرض السابقة دانيا برينس هندوراس. تتويج طالبة الطب بريسيلا ميريليس من البرازيل البالغة من العمر 21 عامًا، أصبحت البرازيل أول دولة تفوز بها. جميع المسابقات الدولية الأربعة الكبرى، وهي ملكة جمال الكون وملكة جمال العالم وملكة جمال الأمم وملكة جمال الأرض.

## النتائج

### المراكز النهائية

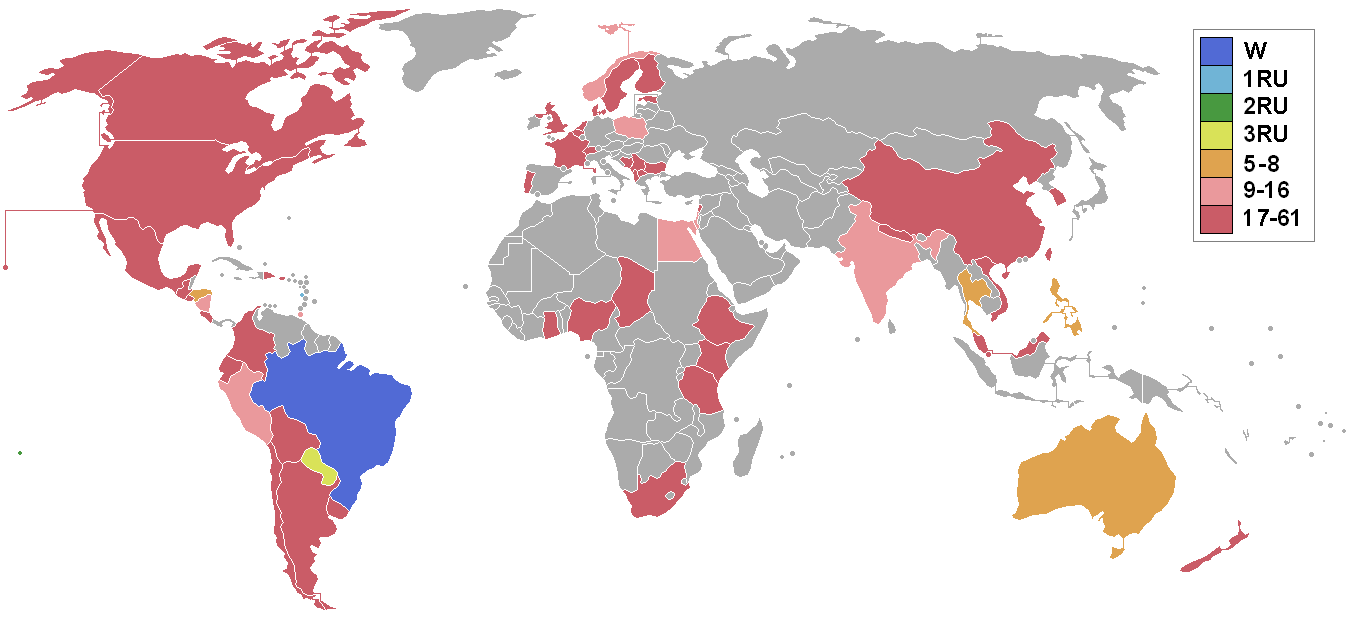
البلدان والأقاليم التي أرسلت المندوبين والنتائج

| النتائج النهائية                  | المتنافسة |
| --------------------------------- | --- |
| ملكة جمال الأرض 2004              | - البرازيل - بريسيلا ميريليس |
| ملكة جمال الهواء (الوصيفة الأولى) | - مارتينيك - مورييل سيليمين |
| ملكة جمال الماء (الوصيفة الثانية) | - تاهيتي - كهايا لوساه |
| ملكة جمال النار (الوصيفة الثالثة) | - باراغواي - يانينا غونزاليس |
| أفضل 8                            | - أستراليا - شينفيل ديكسون - هندوراس - غابريلا زافالا - الفلبين - تاميرا سيجارتو - تايلاند - رادشداوان خامبينج                                                                                               |
| أفضل 16                           | - مصر - أروى جودة - الهند - جيوتي براهمين - إسرائيل - كيرين سومش - نيكاراغوا - مارفيل أرغيلو - النرويج - بريجيت كورسفيك - بيرو - ليزل هولير - بولندا - كارولينا غورازدا - ترينيداد وتوباغو - ليا ماري غيفارا |

## الروابط الخارجية
- موقع ملكة جمال الأرض الرسمي
- مؤسسة ملكة جمال الأرض
- مؤسسة ملكة جمال الأرض أطفال أحب كوكبي